# 南京红山森林动物园
南京红山森林动物园，（英語：Nanjing Hongshan Forest Zoo）是一座位于南京的动物园，园区总面积68公顷。现任馆长是沈志军。

## 历史
1928年9月28日，南京市政府从武进县引进猴子，在玄武湖梁洲、翠洲交界处建动物苑，日军占领南京时被毁，汪精卫政权于原址重建。抗战胜利后，梁洲建动物园，1954年1月迁至菱洲，1998年9月搬迁玄武湖动物园至红山森林动物园。

## 简介
南京市红山森林动物园是国家4A级风景名胜区，位于南京城北，园区总面积68公顷。园内山峦叠嶂，绿化覆盖率达85%，展示着世界各地珍稀动物260余种 3000余只。以独特的森林景观、丰富的动物资源、多彩的主题活动成为国内最具特色的动物园之一，每年吸引来自世界各地访客五百万余人次。
以“教育公众，贡献社会”为服务宗旨，南京市红山森林动物园在做好园内野生动物保育工作的基础上，同时肩负着江苏地区野生动物的收容救护工作，积极发挥着本土野生动物综合保护的重要职能。作为全国科普教育基地，红山森林动物园积极开展形式多样的公众教育项目，致力于培养公众对自然、对生命的同理心、爱心和感恩之情，提升大众保护野生动物及生态环境的意识和行动力，已成为展示江苏省、南京市生态文明的重要窗口。

## 园区信息
成人票：40/人
学生票（儿童票）：20/人
- 学生票为全日制本科及专科生凭学生证购买
- 儿童票为身高1.4-1.5米儿童半票
- 6周岁（含6周岁）以下或者身高1.4米（含1.4米）以下的童实行免费。
- 离休干部、60周岁（含60周岁）以上的老年人、残疾人、江苏省见义勇为人员、在江苏省获得国家无偿献血奉献奖、无偿捐献造血干细胞奖和无偿献血志愿服务终身荣誉奖的个人、中华人民共和国现役军人、中华人民共和国退役军人、消防救援人员、军队离休干部、革命伤残军人凭有效证件实行免费。

## 画廊

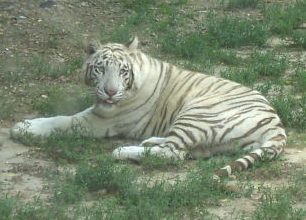
白虎
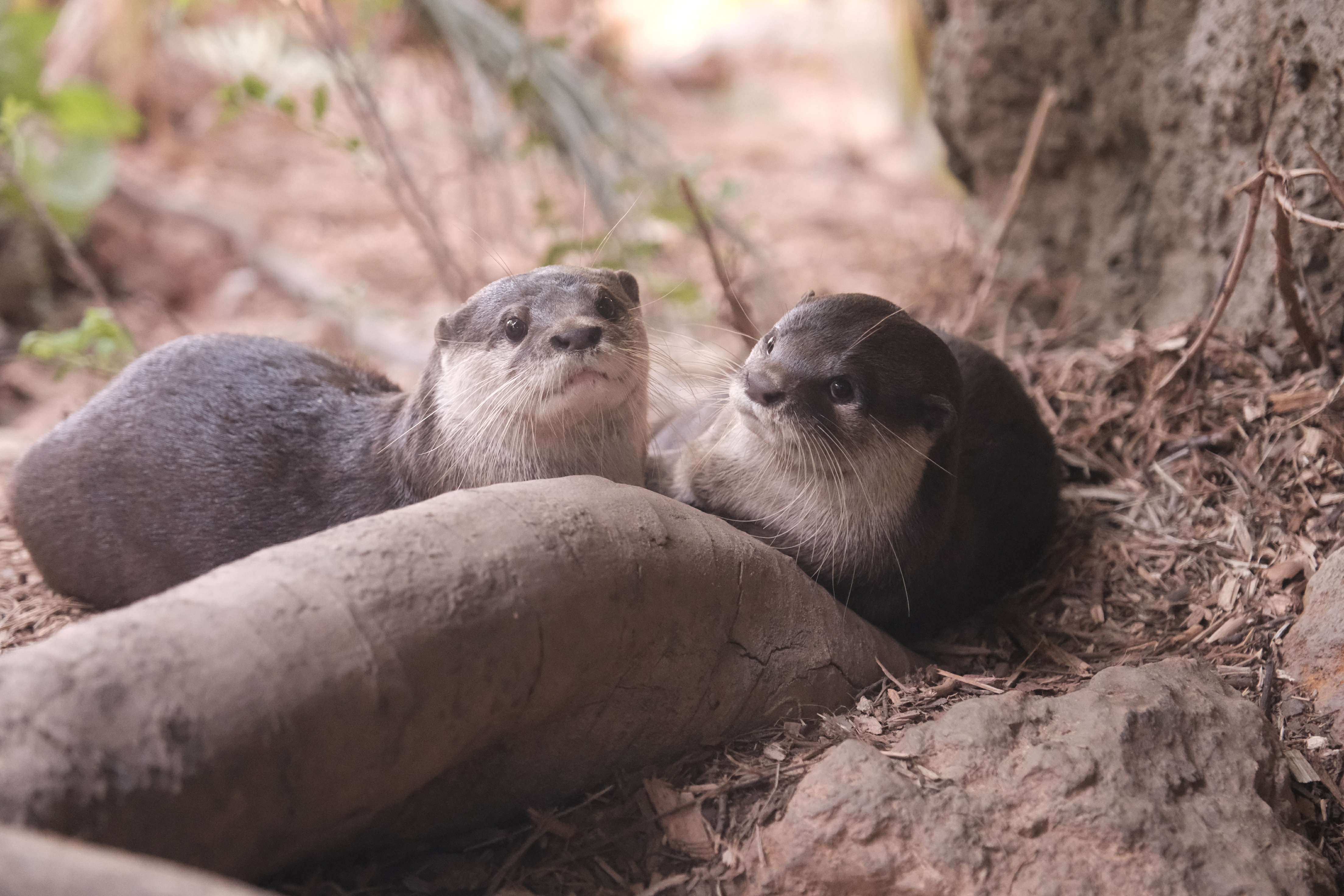
小爪水獭
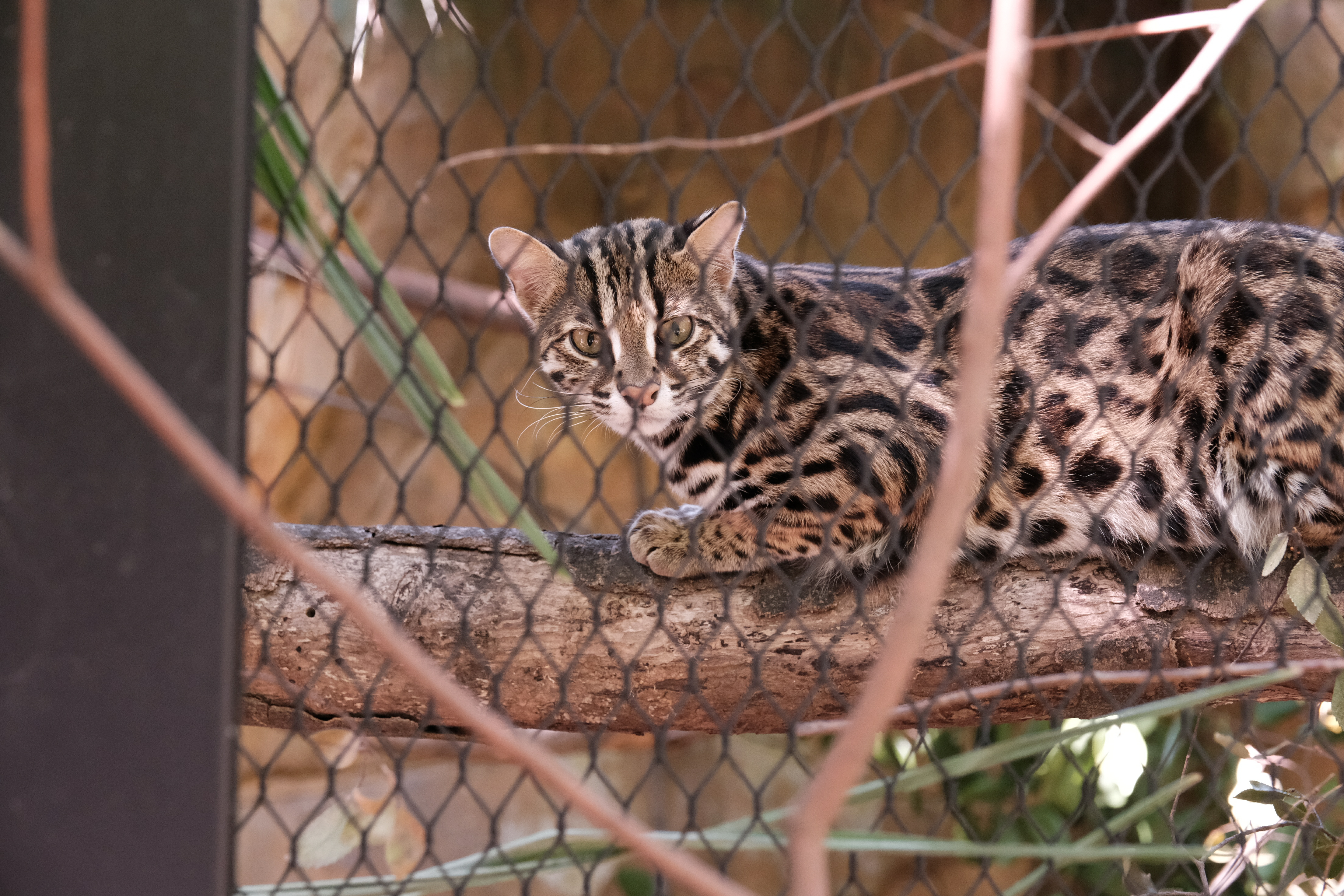
孟加拉野猫
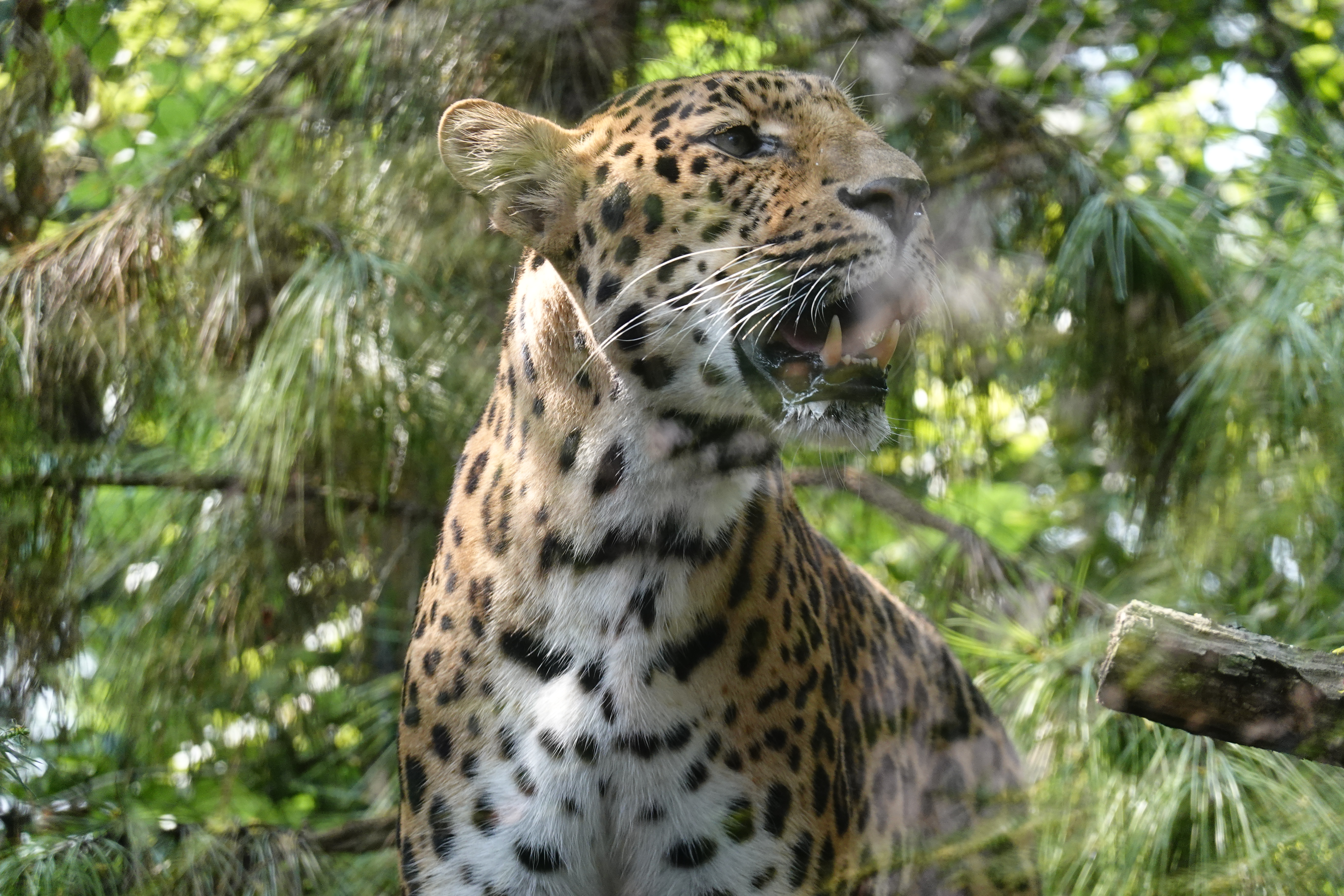
豹
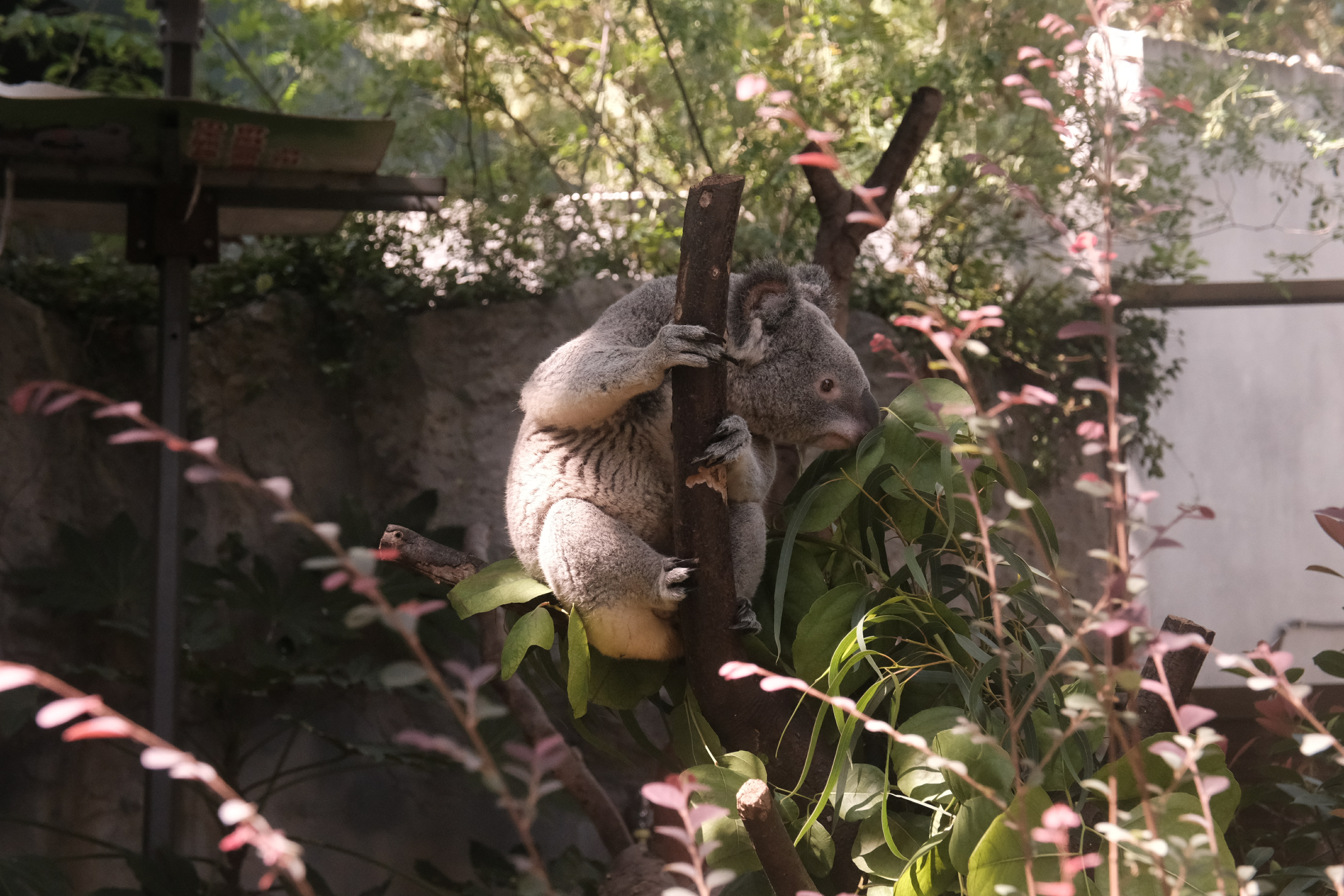
考拉
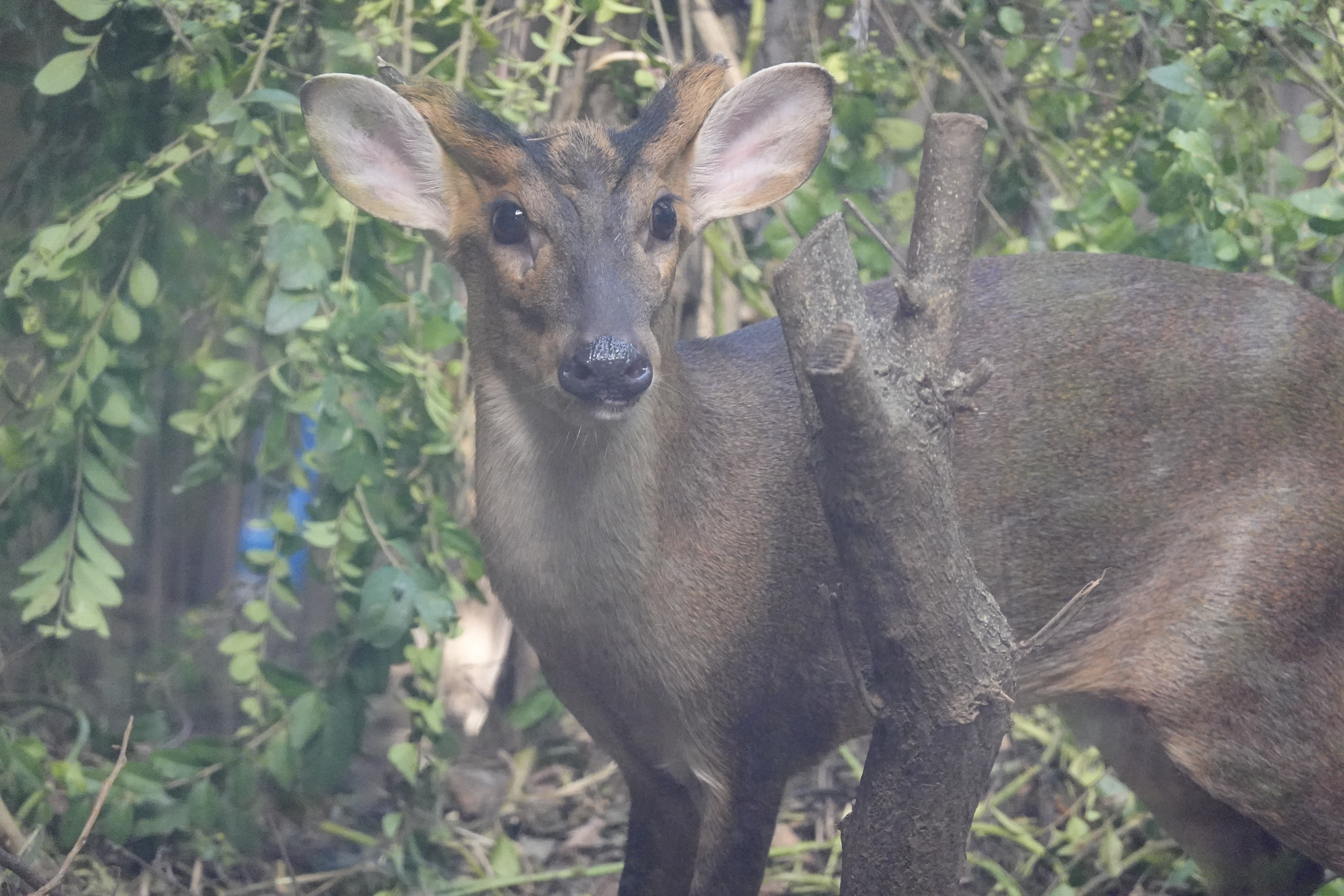
印度麂
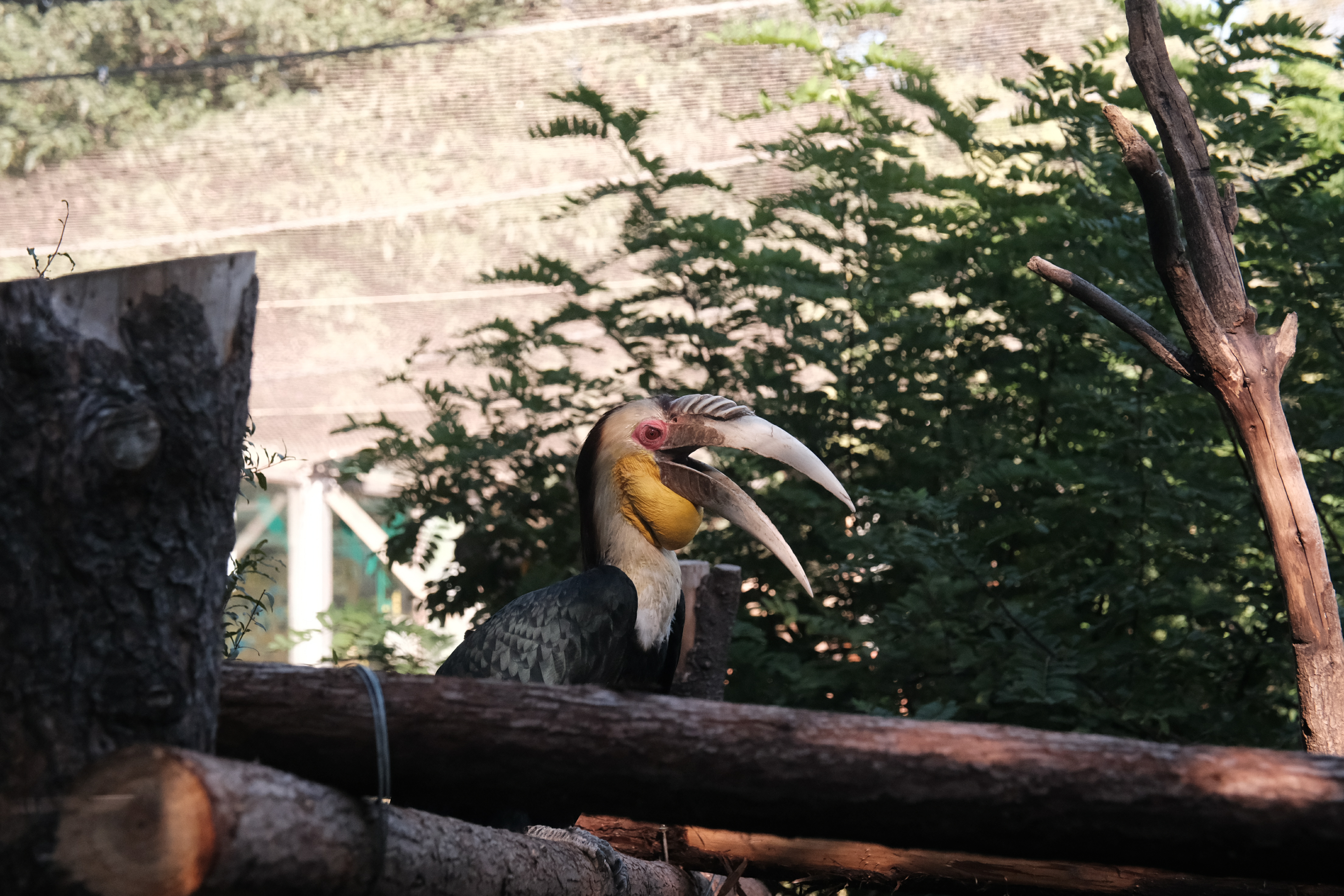
皱纹犀鸟
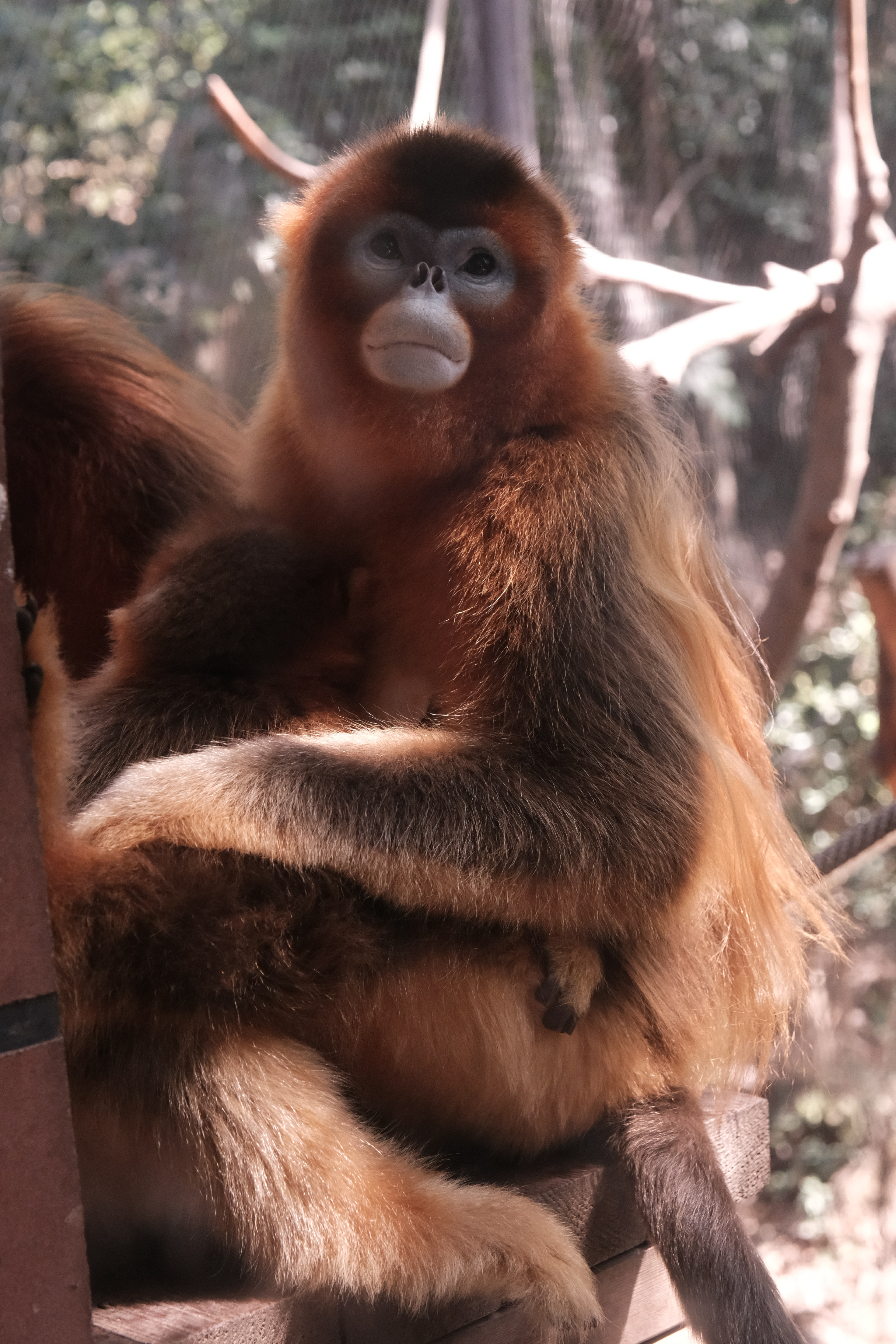
金鹳

## 交通

### 公共汽车
| 红山森林动物园 | 红山森林动物园 | 红山森林动物园 | 红山森林动物园  | 红山森林动物园                   |
| 编号           | 路线           | 路线           | 路线            | 备注                             |
| -------------- | -------------- | -------------- | --------------- | -------------------------------- |
| Y15            | 万寿停车场     | ⇆              | 中山码头        | 原 815（第一代）                 |
| Y23            | 尧化门总站     | ⇆              | 南京站·南广场西 | 原 823（第一代）                 |
| Y32            | 六合北站       | ⇆              | 玉桥商业广场    | 有人售票 501 夜班；原 玉六夜间线 |
| 22             | 万寿停车场     | ⇆              | 傅佐路          |                                  |
| 40             | 月苑南路       | ⇆              | 建康路·夫子庙   |                                  |
| 74             | 二桥公园       | ⇆              | 江苏路          |                                  |
| 501            | 六合北站       | ⇆              | 玉桥商业广场    | 有人售票；原 玉六线              |

### 地铁
- 南京地铁1号线红山动物园站